# (800) Крессмания
(800) Крессмания (лат. Kressmannia) — небольшой астероид главного пояса, который входит в состав семейства Флоры и принадлежит к светлому спектральному классу S. Он был открыт 20 марта 1915 года немецким астрономом Максом Вольфом в обсерватории Хайдельберг-Кёнигштуль в Германии и назван в честь одного из благотворителей обсерватории.

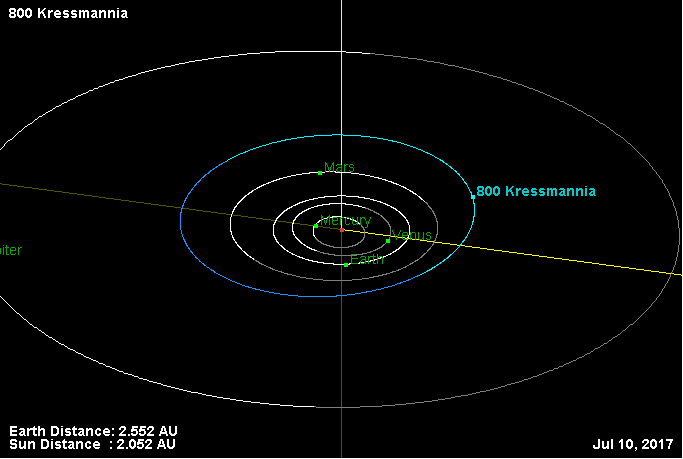
Орбита астероида Крессмания и его положение в Солнечной системе